# Eclipse solar del 1 de mayo de 1185

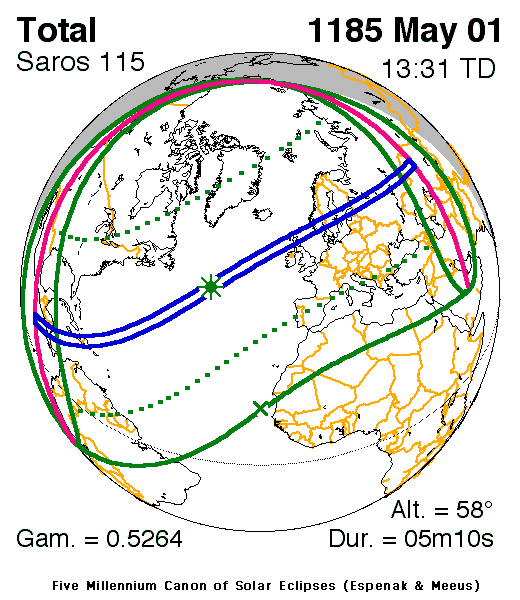
Eclipse solar del 1 de mayo de 1185

El eclipse solar del 1 de mayo de 1185 fue un eclipse solar total visible en América Central, Europa del Norte, Europa del Este, y el actual Kazajistán. La sombra del eclipse en la superficie terrestre tuvo su máximo a las 13:18:02, horario universal. El sol se encontraba en la constelación de Tauro en ese momento.

## Recorrido del eclipse
El eje de la sombra pasó entre el centro de la Tierra y el polo norte, la distancia mínima entre el centro de la Tierra y el eje de la Luna es de 3.357 kilómetros. La longitud media de la sombra de la Luna es de 373.320 kilómetros. La distancia de la Tierra a la Luna el 1 de mayo de 1185 era de 347.727 kilómetros El diámetro aparente de la luna fue 1.0736 veces mayor a la del sol. La sombra tuvo un ancho máximo de 280 kilómetros. Comenzó en la costa este de América Central y cruzó el océano Atlántico en dirección noreste. La sombra pasó por la actual Nicaragua y la isla de La Española. La duración máxima del eclipse fue en medio del Atlántico Norte, en las coordenadas 46 ° N, 37.2 ° W.
El eclipse solar eclipse duró 5 minutos y 10 segundos. La magnitud del eclipse fue 1.0736. El eclipse fue precedido dos semanas antes por un eclipse lunar parcial que ocurrió el 16 de abril.
Un eclipse parcial tocó tierra en Escocia, cruzó el mar del Norte y entró a territorio noruego. De acuerdo al astrónomo Sheridan Williams, probablemente hubo un descenso de la temperatura al momento del eclipse, que fue cerca de las 2 PM en Escocia. También afirma que fue el quinto eclipse total más largo en Escocia, teniendo una duración de 4 minutos y 40 segundos. Williams también señala que es posible que algunos adultos en Escocia hayan podido apreciar un total de dos eclipses totales en su vida, considerando que el anterior ocurrió 52 años antes.
Tras pasar por la actual Suecia, el eclipse tocó parte de Finlandia y cubrió la parte norte del mar Báltico en el golfo de Finlandia. Luego el eclipse entró a Rusia, donde la sombra tocó parte de los actuales San Petersburgo, Novgorod y Rostov. A medida que el trayecto viajaba en dirección al sudeste, su sombra cubrió las actuales localidades de Nizhny Novgorod, Kazán, Ufá y Magnitogorsk. La sombra del eclipse empezó a disminuir cuando entró al territorio de lo que hoy es Kazajistán y se extinguió totalmente después de unas 30 millas antes de haber pasado por Astaná.

## En la literatura
El estudio de las ocurrencias de eclipses puede crear un calendario preciso para eventos históricos que son evasivos y que de otro modo no podrían ser precisamente fechados.
El eclipse fue mencionado en el poema épico del Rus de Kiev Cantar de las huestes de Ígor. Fue observado por el príncipe Igor Svyatoslavich y su ejército mientras estaban en su campaña contra los cumanos, y fue interpretado como un mensaje de Dios profetizando complicaciones, lo que aterró a los hombres de Igor quienes pensaron que era un mal presagio. De acuerdo al poema,  Igor dio un largo discurso a su séquito tras el eclipse, para calmar sus temores antes de continuar su campaña.

El eclipse también fue mencionado en el Códice Laurenciano del siglo XIV, que contaba con una primera descripción detallada de las protuberancias solares. Fueron descritas como lenguas de llamas con brasas vivas:
El primer día del mes de mayo, el día del Santo Profeta Jeremías, el miércoles, durante el servicio de la tarde, había una señal en el Sol. Se hizo muy oscuro, incluso las estrellas se podían ver; les parecía a los hombres como si todo fuera verde, y el Sol se convirtió en una medialuna, de cuyos cuernos emanaba un resplandor similar al de los carbones ardientes. Fue terrible ver este signo del Señor.
La Crónica de Melrose declara que «aparecieron estrellas» en Melrose durante el eclipse de 1185, pero esto es puesto en duda por el escritor Thomas Cooper, quien señala que los cálculos científicos indican que el eclipse no fue total en esa localidad escocesa.
En Brut y Tywysogion, la crónica galesa de los príncipes, indica respecto al eclipse solar del 1 de mayo de 1185 lo que se traduce como: «En ese año, el día de las Calendas de Mayo, el Sol cambió de color; Y algunos dijeron que estaba bajo un eclipse.» Bryn Jones cree que hubo un eclipse total solar a lo largo de las Tierras Altas de Escocia, las islas Hébridas Exteriores y Orkney.

### Citas
1. 1 2 3   Espenak, Fred (19 de septiembre de 2014). «Total Solar Eclipse of 1185 May 01». EclipseWise.com. Fred Espenak. Consultado el 2 de abril de 2015.
2. 1 2 3   «Catalog of Solar Eclipses/The total solar eclipse of May 1, 1185». Russian. 2015. Consultado el 2 de abril de 2015.
3. ↑   Espenak, Fred (2015). «Path of the Total Solar Eclipse of 1185 May 01». EclipseWise.com. Fred Espenak. Consultado el 2 de abril de 2015.
4. ↑   «The total solar eclipse of May 1, 1185». Catalog of Solar Eclipses. Totality Dive. Consultado el 30 de marzo de 2015.
5. 1 2 3  Williams, 1996, p. 5.9.
6. ↑   «Total Solar Eclipse of 1185 May 01 path». NASA Eclipse Website. NASA. 15 de enero de 2015. Consultado el 30 de marzo de 2015.
7. ↑  Williams, 1996, p. 5-9.
8. ↑   Svyatskiy D.O. "Astronomical Phenomena in Russian chronicles with scientific and critical perspective" in Svyatskiy D.O. Астрономия Древней Руси (Astronomy in Ancient Russia). Moscow: Panorama, 2007, pp. 45–49 (en ruso).
9. ↑   Espenak, Fred; Meeus, Jean (2006). «NASA Technical Publication TP-2006-214141». FirstGov. Heliophysics Science Division, Code 670 / NASA Goddard Space Flight Center / Greenbelt, MD 20771, USA. Consultado el 30 de marzo de 2015.
10. 1 2  «Solar Eclipses – Past, Present and Future». 2014. Archivado desde el original el 20 de octubre de 2016. Consultado el 30 de marzo de 2015.
11. ↑  Herbermann, Pace y Pallen, 1909, p. 335.
12. ↑  Sviatoslav Hordynsky; Marko Robert Stech (2004). «Slovo o polku Ihorevi». Encyclopedia of Ukraine. Consultado el 3 de abril de 2015.
13. ↑  Terras
14. ↑  V. V. Medvedev (1986). «Сцена солнечного затмения в "Слове о полку Игореве"» [Escena del eclipse solar en "Cantar de las huestes de Ígor"] (en ruso). feb-web.ru. Consultado el 30 de marzo de 2015.
15. ↑  Ushinskiĭ, 1978, p. 543.
16. ↑   «The examination of the text of The Lay of Igor’s Host». History of Russian Literature. WordPress Theme by WPZOOM. 2015. Consultado el 30 de marzo de 2015.
17. ↑  Nabokov, 2009, p. 71.
18. ↑   «History of Solar Physics: A Time Line of Great Moments». National Center for Atmospheric Research. National Science Foundation. 2015. Archivado desde el original el 2 de enero de 2015. Consultado el 30 de marzo de 2015.
19. ↑   «1185: The first description of solar prominences». History of Solar Physics: A Time Line of Great Moments. 2015. Archivado desde el original el 2 de abril de 2015. Consultado el 30 de marzo de 2015.
20. ↑   «1185: The first description of solar prominences». Great Moments in the History of Solar Physics. Université de Montréal. 2008. Consultado el 30 de marzo de 2015.
21. ↑  Sanderson y Harrington, 2006, p. 41.
22. ↑   Poitevin, Patrick; Edmonds, Joanne (2003). Solar Eclipse Newsletter 8 (5). Patrick Poitevin. Consultado el 30 de marzo de 2015. Texto original citado en «Лаврентьевская летопись». Izbornik. Leningrado: USSR Academy of Sciences. 1927. p. 396. Consultado el 30 de marzo de 2015.
23. ↑  Stephenson, 2008, p. 395.
24. ↑  Steneck, Nicholas. «Review of Robert Newton, Medieval Chronicles and the Rotation of the Earth». Speculum (Cambridge University Press). 49 (abril de 1974) (2): 365-368, 367. doi:10.2307/2856073.
25. ↑  Jones, Bryn (2008). «The History of Astronomy in Wales». References to eclipses in ancient manuscripts. Bryn Jones. Archivado desde el original el 4 de marzo de 2016. Consultado el 30 de marzo de 2015.. La traducción es citada en Jones, Thomas (1955). Brut y Tywysogyon, or, the Chronicle of the Princes: Red Book of Hergest version. Cardiff: University of Wales Press.
26. ↑  «Eclipses in ancient Welsh manuscripts». Mesopotamia. AncientWorlds LLC. 2013. Archivado desde el original el 12 de octubre de 2008. Consultado el 21 de febrero de 2017.